# Eulogiusz Wyssogota-Zakrzewski
Eulogiusz Wyssogota-Zakrzewski (ur. 4 marca 1806 w Beldnie w Kieleckiem, zm. 18 marca 1884 w Owińskach koło Poznania) – polski działacz niepodległościowy, powstaniec listopadowy, powstaniec styczniowy i powstaniec wielkopolski 1848, przyjaciel Adama Mickiewicza, członek PTPN.

## Życiorys
Studiował prawo w Poznaniu. Jako referendariusz, na wieść o powstaniu listopadowym wyjechał do Królestwa i wstąpił w szeregi armii. W Pułku Jazdy Poznańskiej brał udział w kilku bitwach. Pod Grochowem stracił konia. Awansował na wachmistrza, potem na porucznika. W poznańskiej Dywizji generała Kazimierza Skarżyńskiego walczył pod Wawrem. Był przyjacielem Adama Mickiewicza, który wraz z rodzicami gościł w jego majątku w Osieku k. Kościana. Brał czynny udział w wypadkach z roku 1848 oraz 1863, za co był niejednokrotnie więziony przez rząd pruski i rosyjski w cytadeli w Warszawie, w Kołobrzegu i w Poznaniu. Za tę działalność skonfiskowano mu dobra żony w Królestwie. Był dwukrotnie żonaty. Pierwszy raz z Klementyną, córką Tadeusza pułkownika wojsk francuskich i baronówny Wirsing, drugi raz z Marią Koszutską, córką Nestora i Marii hr. Bnińskich herbu Łodzia. Miał dwóch synów Karola i Sylwerego.